# Digital skiltning
Digital skiltning (fra eng. digital signage) dækker over de digitale skilte, informationstavler, plakater o. lign., som kører på store skærme eller via projektorer. Fænomenet er blevet mere og mere udbredt i takt med, at store digitale displays er faldet i pris.
Metoden bliver både anvendt i forbindelse med markedsføring i forretninger og indkøbscentre – såkaldte "point of sale"-løsninger – eller i forbindelse med mere faktuelle informationsløsninger, f.eks. til nøgletal og aktuelle meddelelser i virksomheder og offentlige institutioner.
Der er efterhånden udviklet flere forskellige specialdesignede softwaresystemer, som gør det muligt at håndtere og kombinere informationer på systemer af infoskærme, hvilket har sat yderligere skub i udviklingen indenfor digital signage.
Begrebet er foreslået optaget i It-Terminologi-Udvalgets ordbog.